# Шерак
Шерак (фр. Chérac) насеље је и општина у западној Француској у региону Поату-Шарант, у департману Приморски Шарант која припада префектури Сент.
По подацима из 2011. године у општини је живело 1094 становника, а густина насељености је износила 36,61 становника/km². Општина се простире на површини од 29,88 km². Налази се на средњој надморској висини од 58 метара (максималној 95 m, а минималној 2 m).

## Демографија
| 1962. | 1968. | 1975. | 1982. | 1990. | 1999. | 2011. |
| ----- | ----- | ----- | ----- | ----- | ----- | ----- |
| 836   | 879   | 813   | 946   | 1.045 | 1.006 | 1.094 |

График промене броја становника у току последњих година